# Vilma Olsson
Vilma Olsson, född 8 april 1999, är en svensk styrkelyftare. Hon har tagit flera guld, inklusive EM- och VM-guld, och slagit flera juniorvärldsrekord.

## Biografi
Olsson är med i klubblaget Hallsbergs AK (HAK) och tävlar för det svenska juniorlandslaget internationellt. Olsson tävlade i ungdomskategorin (sub-junior) innan hon blev nitton år.
Innan hon började med styrkelyftning tränande hon amerikansk fotboll för klubblaget Västerås Roedeers som running back och blev utsedd till Årets rookie på Västerås Idrottsgala 2016.
Olsson studerar (2019) fysioterapi vid Mälardalens högskola i Västerås och har tidigare gått på Widénska gymnasiet.

## Personliga rekord
- Knäböj: 190,5 kg (juniorvärldsrekord, tagit i Kaunas i Litauen, 2 december 2019)[10][11]
- Bänkpress: 118 kg[11]
- Marklyft: 195 kg[11]

## Utmärkelser
- Årets rookie på Västerås Idrottsgala 2016[7]

## Övriga priser
- NM-guld (Nordiska mästerskapet)[12]
- USM-guld (svenska ungdomsmästerskapet)[12]